# Occhio di falco (serie televisiva)
Occhio di falco è una serie televisiva italiana del 1996, composta da 7 episodi e diretta dal regista Vittorio De Sisti. La fiction viene replicata nell'estate del 2015 su Rai Premium.
Trasmessa dal 7 luglio 1996 su Rai 1, la commedia poliziesca vede protagonista Gene Gnocchi nei panni di uno strampalato investigatore della Polizia di Stato. Fu poco apprezzata sia dalla critica che dal pubblico.
Nel cast principale figurano anche Enzo Cannavale nei panni di un ispettore; Marco Messeri, nel ruolo del capo della squadra omicidi; Luana Colussi e Cinzia Leone, interpreti rispettivamente della fidanzata giornalista e della sorella del protagonista.